# Angelo Vicardi
Angelo Vicardi (Melegnano, 9 ottobre 1936 – Melegnano, 1º gennaio 2006) è stato un ginnasta allenatore di ginnastica artistica italiano, medaglia di bronzo nel concorso a squadre alle Olimpiadi di Roma (1960).

## Carriera sportiva
Angelo Vicardi ha gareggiato per il GS Carlo Galimberti Vigili del Fuoco di Milano. È stato campione italiano assoluto nel 1959. È stato allenato da Danilo Fioravanti.
Alle Olimpiadi di Roma del 1960, Vicardi ha vinto la medaglia di bronzo con la nazionale italiana insieme a Franco Menichelli, Giovanni e Pasquale Carminucci, Orlando Polmonari e Gianfranco Marzolla. Vicardi si è inoltre classificato 24º nel concorso generale individuale.
Ai IV Giochi del Mediterraneo, disputatisi a Napoli, nel 1963, ha contribuito alla conquista della medaglia d'oro della Nazionale nel concorso a squadre e si è aggiudicato la medaglia di bronzo alle parallele e al cavallo con maniglie.
Alle Olimpiadi di Tokyo (1964) Angelo Vicardi si è classificato quarantaduesimo nel concorso generale individuale mentre la squadra Nazionale, con Luigi Cimnaghi e Bruno Franceschetti al posto di Polmonari e Marzolla, si classificò al quarto posto.
Dopo il ritiro dall'attività agonistica divenne tecnico e giudice di ginnastica artistica.
È scomparso nel 2006 all'età di 69 anni.

## Palmarès
| Anno | Manifestazione          | Sede   | Evento                | Risultato | Note |
| ---- | ----------------------- | ------ | --------------------- | --------- | ---- |
| 1960 | Giochi olimpici         | Roma   | Concorso a squadre    | Bronzo    |      |
| 1963 | Giochi del Mediterraneo | Napoli | Concorso a squadre    | Oro       |      |
| 1963 | Giochi del Mediterraneo | Napoli | Parallele simmetriche | Bronzo    |      |
| 1963 | Giochi del Mediterraneo | Napoli | Cavallo con maniglie  | Bronzo    |      |

### Competizioni nazionali
Campionati nazionali
- Oro Campione nazionale nel concorso generale (1959)